# Нојендорф А
Нојендорф А (њем. Neuendorf A) општина је у њемачкој савезној држави Мекленбург-Западна Померанија. Једно је од 89 општинских средишта округа Остфорпомерн. Према процјени из 2010. у општини је живјело 148 становника. Посједује регионалну шифру (AGS) 13059071.

## Географски и демографски подаци
Нојендорф А се налази у савезној држави Мекленбург-Западна Померанија у округу Остфорпомерн. Општина се налази на надморској висини од 7 метара. Површина општине износи 13,9 km². У самом мјесту је, према процјени из 2010. године, живјело 148 становника. Просјечна густина становништва износи 11 становника/km².